# Ganapathipuram
Ganapathipuram es una ciudad y nagar Panchayat situada en el distrito de Kanyakumari en el estado de Tamil Nadu (India). Su población es de 14598 habitantes (2011). Se encuentra a 13 km de Nagercoil y a 82 km de Tirunelveli. 

## Demografía
Según el censo de 2011 la población de Ganapathipuram era de 14598 habitantes, de los cuales 7299 eran hombres y 7299 eran mujeres. Ganapathipuram tiene una tasa media de alfabetización del 90,18%, superior a la media estatal del 80,09%: la alfabetización masculina es del 91,76%, y la alfabetización femenina del 88,60%.